# Max Zentawer

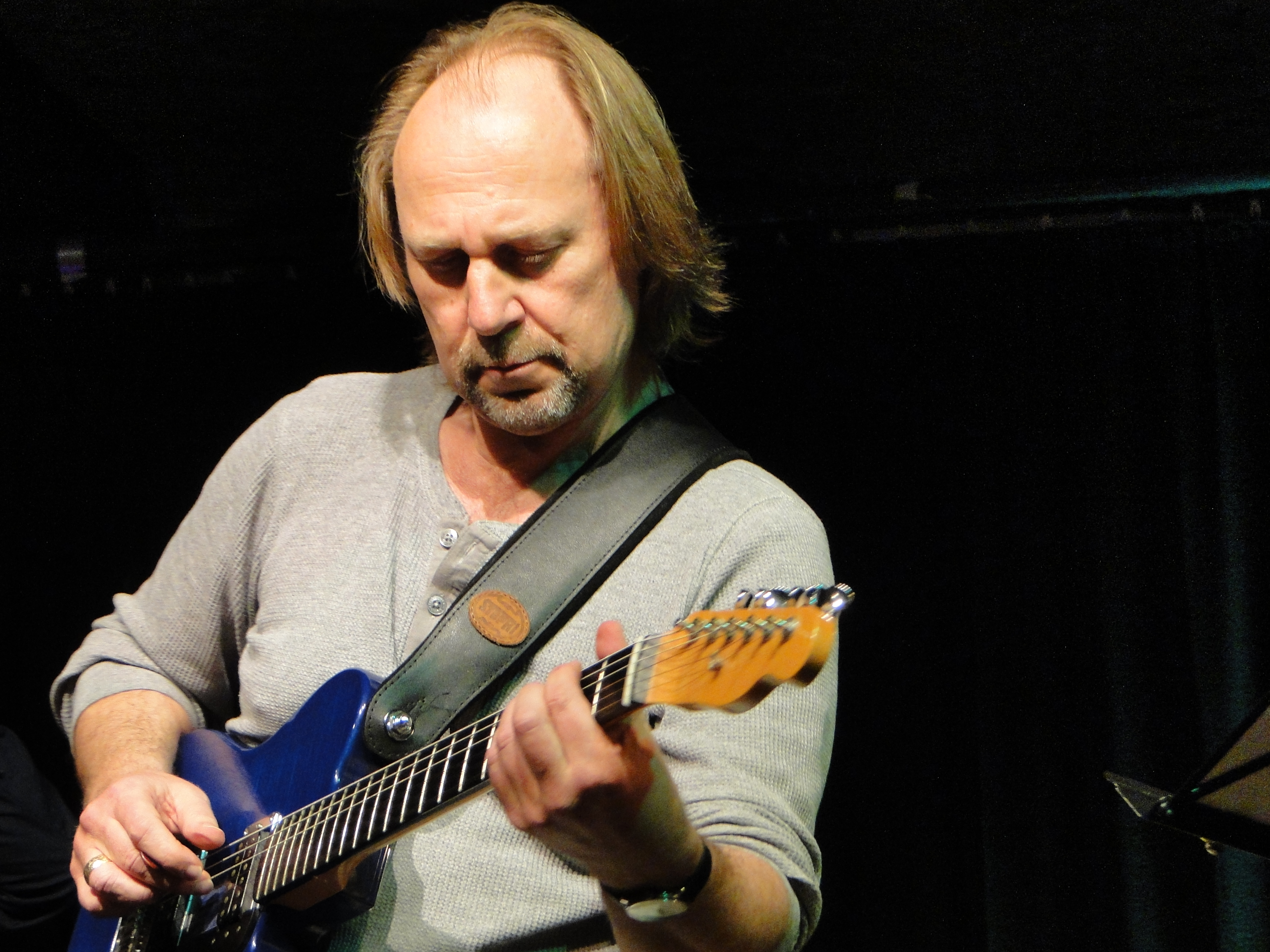
Max Zentawer (2017)

Max Thomas Zentawer (* 13. Dezember 1962 in Frankfurt am Main) ist ein deutscher Jazzmusiker (Gitarre, Komposition).

## Werdegang
Zentawer wuchs nach einigen Umzügen seiner Familie in Neuss auf. Nach dem Abitur studierte Zentawer Germanistik und Philosophie an der Heinrich-Heine-Universität Düsseldorf. Während dieser Zeit nahm er bei dem amerikanischen Jazzgitarristen John D. Thomas Unterricht. Es folgten Workshop- und Kurzstudienaufenthalte u. a. am Banff Center (Kanada) und Siena Jazz (Italien) bei Mick Goodrick, Robin Eubanks, Kenny Wheeler, Reggie Workman, Enrico Rava und Anthony Braxton.
Zahlreiche Engagements in der Düsseldorfer und Kölner Live- und Studioszene sowie verschiedene Musical- und Theatermusikproduktionen und Tourneen mit eigenen Jazz- und Fusion-Ensembles durch Deutschland, Italien und die Schweiz führten ihn Mitte der 1990er Jahre nach Freiburg im Breisgau, wo er Mitglied des F-Orkestra wurde. Hier wirkte Zentawer als Lehrbeauftragter für Jazzgitarre, Ensemblespiel und Geschichte der Popularmusik an der Hochschule Macromedia und den Jazz & Rock Schulen Freiburg. In dieser Zeit weitere Zusammenarbeiten u. a. mit Axel Fischbacher, Tom Lorenz, Walfried Böcker, Christoph Spendel, Niki Reiser und David Klein.
Seit 2014 leitet Zentawer das Gitarreninstitut Freiburg. Darüber hinaus gibt er Gitarren-Workshops und Fachdidaktik-Seminare, ist Autor mehrerer Unterrichtswerke für Gitarre und konzertiert international mit eigenem Trio und dem deutsch-schweizerischen Trio Saudade Nova. Es kam auch zur Zusammenarbeit mit dem Trompeter Gary Barone und dem Gitarristen John Stowell sowie zu Tourneen mit dem Gitarristen und Produzenten Friedemann Witecka.

## Diskografische Hinweise
- N’Deez Soul: Dance Away Your Sorrows (1996, mit Cécile Verny)
- John Tchicai & The F-Orkestra: Loopholes (2002)
- The F-Orkestra Compositions (Nur/Nicht/Nur 2004, mit Bruno Waltersbacher, Frank Goos, Lukas Lindenmaier, Harald Kimmig, Hartmut Nold, Hennes Volmer, Johannes Frisch, Karin Stock, Klaus-Peter Hirt, Marc Stutz-Boukouya, Marko Hefele, Reinhart Hammerschmidt, Roland Bongards, Sabine Meehan, Thomas Schoch, Carl Ludwig Hübsch)
- Saudade Nova Trianca (Vollton 2008, mit Thomas-Maria Reck, Arno Pfunder)
- Saudade Nova Pousar (Vollton 2010, mit Thomas-Maria Reck, Arno Pfunder)
- Max Zentawer Trio Reduce to the Max (Neuklang 2017, mit Florian Döling und Matthias Daneck)
- Rèka: Longing (Chaos 2018)
- Solo (2022)
- Modern Swing Guitars (2022)

## Schriften
- Practice Guitar – Band 1 – Technische Grundlagen; PPV Medien GmbH
- Practice Guitar – Band 2 – Harmonische Grundlagen; PPV Medien GmbH